# Hardwick (Massachusetts)
Hardwick es un municipio del condado de Worcester, Massachusetts, Estados Unidos. Tiene una población estimada, a mediados de 2021, de 2660 habitantes.

## Geografía
Está ubicado en las coordenadas 42°21′12″N 72°13′2″O / 42.35333, -72.21722. Según la Oficina del Censo de los Estados Unidos, tiene una superficie total de 105.9 km², de la cual 100.0 km² corresponden a tierra firme y  5.9 km² son agua.

## Demografía
Según el censo de 2020, en ese momento había 2667 personas residiendo en la zona. La densidad de población era de 27 hab./km². El 92.46% de los habitantes eran blancos, el 0.64% eran afroamericanos, el 0.37% eran amerindios, el 0.26% eran asiáticos, el 0.04% eran isleño del Pacífico, el 0.97% eran de otras razas y el 5.25% eran de una mezcla de razas. Del total de la población, el 2.62% eran hispanos o latinos de cualquier raza.